# Tarka vízitirannusz
A tarka vízitirannusz (Fluvicola pica) a madarak osztályának a verébalakúak (Passeriformes) rendjébe a királygébicsfélék (Tyrannidae) családjába tartozó faj.
A magyar név nincs forrással megerősítve, lehet, hogy az angol név tükörfordítása (Pied Water-tyrant).

## Rendszerezése
A fajt Pieter Boddaert holland ornitológus írta le 1783-ban, a Muscicapa nembe Muscicapa pica néven.

## Alfajai
- Fluvicola pica albiventer (Spix, 1825)
- Fluvicola pica pica (Boddaert, 1783)[2]

## Előfordulása
Panama, Trinidad és Tobago, valamint Brazília, Kolumbia, Ecuador, Francia Guyana, Guyana, Suriname és Venezuela területén honos. Természetes élőhelyei a szubtrópusi és trópusi cserjések, édesvízi mocsarak és tavak környéke, valamint legelők és vidéki kertek. Állandó, nem vonuló  faj.

## Megjelenése
Testhossza 12,5-13,5 centiméter, testtömege 11-16 gramm.
|  |

## Életmódja
Növényeken keresi rovarokból álló táplálékát.

## Természetvédelmi helyzete
Az elterjedési területe rendkívül nagy, egyedszáma pedig növekedik. A Természetvédelmi Világszövetség Vörös listáján nem veszélyeztetett fajként szerepel.